# Martin Dejdar

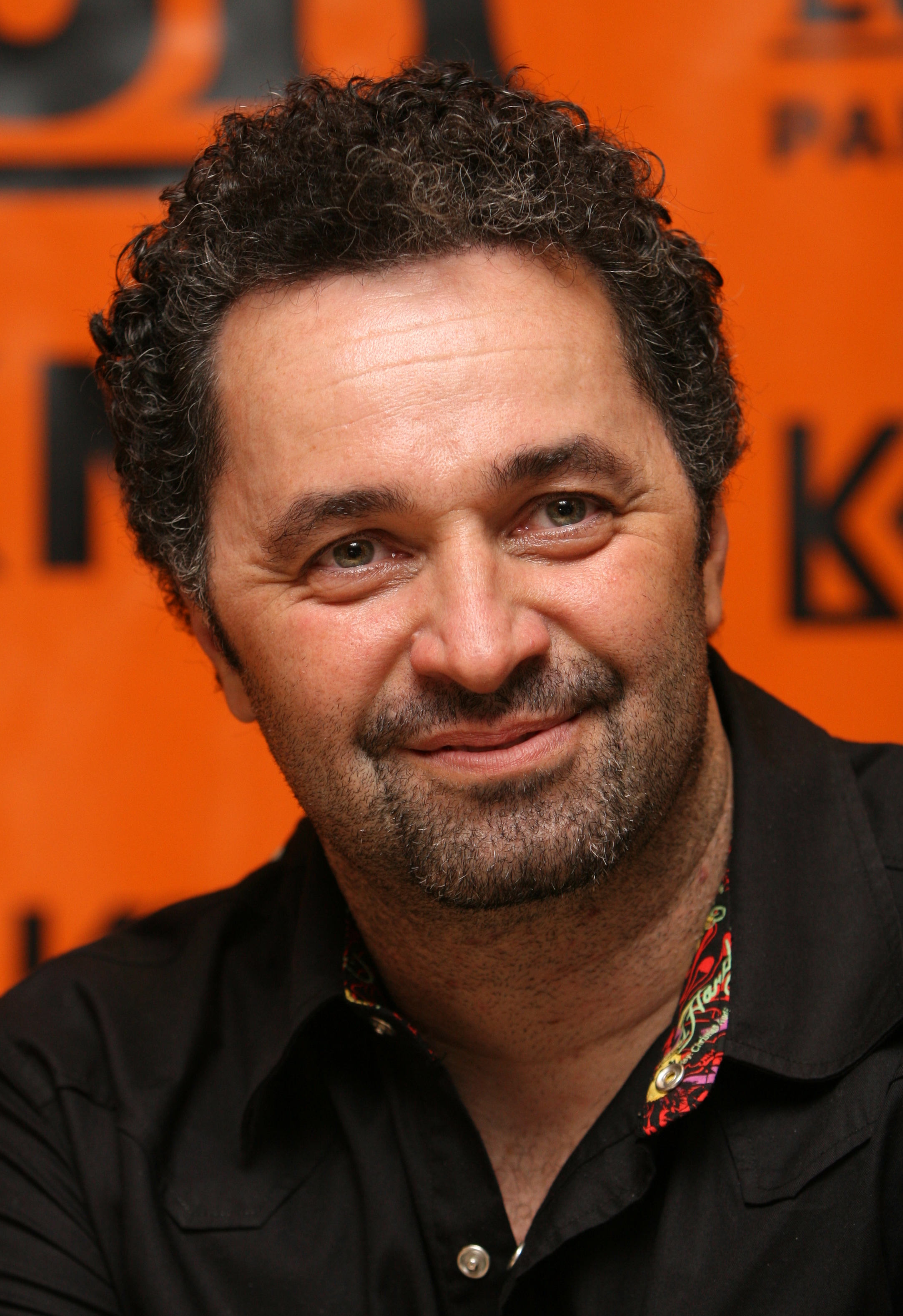
Martin Dejdar (2009)

Martin Dejdar (* 11. März 1965 in Vysoké Mýto, Tschechoslowakei) ist ein tschechischer Schauspieler, Synchronsprecher und Fernsehmoderator.

## Biografie
Martin Dejdar schloss 1987 sein Schauspielstudium an der Theaterfakultät der Akademie der Musischen Künste in Prag (DAMU) ab. Anschließend stand er mit Kollegen wie Jiří Lábus und Oldřich Kaiser auf der Bühne des Studio Ypsilon. Sein Leinwanddebüt gab er 1987 in dem von Karel Smyczek inszenierten Warum? an der Seite von Jiří Langmajer und Jan Potměšil. Für seine Darstellung des Richard Majer in Jaromil Jireš Ucitel tance wurde Dejdar 1996 mit dem Böhmischen Löwen, dem nationalen tschechischen Filmpreis, als Bester Hauptdarsteller ausgezeichnet.
Parallel zu seiner Schauspieltätigkeit moderiert Dejdar einige Fernsehshows. So ist er seit 2011 als Juror bei Česko Slovensko má talent, der tschechischen Ausgabe von Das Supertalent bzw. Britain’s Got Talent. Außerdem synchronisiert er ausländische Filmproduktionen und ist in Tschechien vor allen Dingen als Stimme von Bart Simpson bekannt.

## Filmografie (Auswahl)
- 1987: Warum? (Proč?)
- 1988: Mädchen und Narren (Blázni a děvčátka)
- 1990: Die Hängematte (Houpačka)
- 1991: Der letzte Schmetterling (Poslední motýl)
- 1995: Učitel tance
- 1996: Allzu laute Einsamkeit (Une trop bruyante solitude)
- 2003: Das Krankenhaus am Rande der Stadt – 20 Jahre später (Nemocnice na kraji města, Fernsehserie, vier Folgen)